# Джордан Грінвей
Джордан Грінвей (англ. Jordan Greenway; 16 лютого 1997, м. Потсдам, США) — американський хокеїст, лівий нападник. Виступає за Бостонський університет у чемпіонаті НКАА.
Виступав за «USNTDP Juniors» (ХЛСШ).
У складі юніорської збірної США учасник чемпіонату світу 2015.
Досягнення
- Переможець юніорського чемпіонату світу (2015)